# Сан-Панкрацио-фуори-ле-Мура (титулярная церковь)
Титулярная церковь Сан-Панкрацио-фуори-ле-Мура (лат. Titulus Sancti Pancratii) — титулярная церковь была создана 6 июля 1517 года Папой Львом X, когда во время консистории от 1 июля 1517 года, значительно увеличилось число кардиналов. Титулярная церковь принадлежит базилике Сан-Панкрацио, расположенной на пьяцца Сан-Панкрацио, недалеко от ворот святого Панкратия, в квартале Рима Джаниколенсе. 28 февраля 1550 года Папа Юлий III объединил её с титулярной церковью Сан-Клементе, создав титулярную церковь Санти-Клементе и Панкрацио, но 4 декабря 1551 года он снова разделил их, вернувшись к старой номенклатуре.

## Список кардиналов-священников титулярной церкви Сан-Панкрацио-фуори-ле-Мура
- Фердинандо Понцетти — (6 июля 1517 — 9 сентября 1527, до смерти);
- Франческо Корнаро старший — (27 апреля 1528 — 27 апреля 1534, назначен кардиналом-священником Санта-Чечилия);
- Джанпьетро Караффа — (15 января — 24 сентября 1537, назначен кардиналом-священником Сан-Систо);
  - вакантно (1537—1545);
- Федерико Чези — (9 января 1545 — 28 февраля 1550, назначен кардиналом-священником Санта-Приска);
- Хуан Альварес-и-Альва де Толедо, O.P. — (28 февраля 1550 — 20 ноября 1553, назначен кардиналом-священником Санта-Мария-ин-Трастевере);
- Мигел да Силва — (29 ноября — 11 декабря 1553, назначен кардиналом-священником Санта-Мария-ин-Трастевере);
- Джанантонио Капицукки — (13 января 1556 — 6 июля 1562, назначен кардиналом-священником Санта-Кроче-ин-Джерусалемме);
- Бернардо Наваджеро — (6 июля — 31 августа 1562, в отставке);
- Станислав Гозий — (31 августа 1562 — 4 сентября 1565, назначен кардиналом-священником Санта-Сабина);
- Симоне Пасква — (4 сентября — 5 сентября 1565, до смерти);
- Толомео Галльо — (7 сентября 1565 — 14 мая 1568, назначен кардиналом-священником pro hac vice Сант-Агата-алла-Субурра);
- Джанпаоло делла Кьеза — (14 мая 1568 — 11 января 1575, до смерти);
  - вакантно (1575—1585);
- Ипполито Альдобрандини старший — (18 декабря 1585 — 30 января 1592, избран Папой Климентом VIII);
- Джироламо Маттеи — (9 марта 1592 — 8 декабря 1603, до смерти);
- Пьетро Альдобрандини — (14 июня 1604 — 1 июня 1605, назначен кардиналом-священником Санти-Джованни-э-Паоло);
- Доменико Джиннази — (20 июня 1605 — 30 января 1606, назначен кардиналом-священником Санти-XII-Апостоли);
- Людовико де Торрес младший — (19 декабря 1606 — 8 июля 1609, до смерти);
  - вакантно (1609—1617);
- Габриэль Трехо-и-Паньягуа — (2 июня 1617 — 29 ноября 1621, назначен кардиналом-священником Сан-Бартоломео-аль-Изола);
- Козимо де Торрес — (20 марта 1623 — 1 июля 1641, назначен кардиналом-священником Санта-Мария-ин-Трастевере);
- Гаспаро Маттеи — (14 декабря 1643 — 28 сентября 1648, назначен кардиналом-священником Санта-Чечилия);
  - вакантно (1648—1653);
- Франческо Майдалькини — титулярная диакония pro illa vice (5 мая 1653 — 23 марта 1654, назначен кардиналом-дьяконом Санта-Мария-ин-Портико-Кампителли);
- Карло Гуалтерио — титулярная диакония pro illa vice (23 марта 1654 — 14 ноября 1667, назначен кардиналом-священником Сант-Анджело-ин-Пескерия);
- Джакомо Францони — (14 мая 1670 — 27 февраля 1673, назначен кардиналом-священником Санта-Мария-ин-Арачели);
- Пьетро Видони старший — (13 марта 1673 — 5 января 1681, до смерти);
- Антонио Пиньятелли — (22 сентября 1681 — 12 июля 1691, избран Папой Иннокентием XII);
- Бандино Панчатики — (8 августа 1691 — 19 февраля 1710, назначен кардиналом-священником Санта-Прасседе);
  - вакантно (1710—1721);
- Дамиан Хуго Филипп фон Шёнборн-Буххайм — (10 сентября 1721 — 23 декабря 1726, назначен кардиналом-священником Санта-Мария-делла-Паче);
- Винченцо Людовико Готти, O.P. — (14 июня 1728 — 26 сентября 1738, назначен кардиналом-священником Сан-Систо);
  - вакантно (1738—1743);
- Джоаккино Безоцци, O.Cist. — (23 сентября 1743 — 7 декабря 1744, назначен кардиналом-священником Санта-Кроче-ин-Джерусалемме);
- Федерико Марчелло Ланте Монтефельтро делла Ровере — (5 апреля 1745 — 9 апреля 1753, назначен кардиналом-священником Сан-Сильвестро-ин-Капите);
- Джузеппе Мария Ферони — (10 декабря 1753 — 17 декабря 1764, назначен кардиналом-священником Санта-Чечилия);
  - вакантно (1764—1824);
- Джованни Баттиста Бусси — (24 мая 1824 — 31 января 1844, до смерти);
  - вакантно (1844—1848);
- Карло Виццарделли — (20 января 1848 — 24 мая 1851, до смерти);
- Клеман Вилькур — (20 декабря 1855 — 17 января 1867, до смерти);
  - вакантно (1867—1877);
- Йосип Михайлович — (25 июня 1877 — 19 февраля 1891, до смерти);
- Франческо Риччи Параччани — (1 июня 1891 — 9 марта 1894, до смерти);
- Акилле Манара — (2 декабря 1895 — 15 февраля 1906, до смерти);
- Аристиде Ринальдини — (19 декабря 1907 — 11 февраля 1920, до смерти);
- Джованни Бонцано — (14 декабря 1922 — 18 декабря 1924, назначен кардиналом-священником Санта-Сусанна);
- Лоренцо Лаури — (23 июня 1927 — 8 октября 1941, до смерти);
  - вакантно (1941—1946);
- Карлуш Кармелу де Вашконшелош Мотта — (22 февраля 1946 — 18 сентября 1982, до смерти);
- Хосе Али Лебрун Моратинос — (2 февраля 1983 — 21 февраля 2001, до смерти);
  - вакантно (2001—2006);
- Антонио Каньисарес Льовера — (24 марта 2006 — по настоящее время).